# ヘンリー・フレデリック・ステュアート
ヘンリー・フレデリック・スチュアート（Henry Frederick Stuart, Prince of Wales, 1594年2月19日 - 1612年11月6日）は、ステュアート朝のイングランド・スコットランドの王太子、プリンス・オブ・ウェールズ。イングランド王兼スコットランド王ジェームズ1世（スコットランド王としては同6世）の長男。母はジェームズ1世王妃でデンマーク＝ノルウェーの王フレゼリク2世の娘アン・オブ・デンマーク。エリザベス・ステュアートとチャールズ1世の実兄にあたる。

## 生涯
当時スコットランド王であったジェームズ6世の長男としてスターリング城で生まれた。そのため、ヘンリー・オブ・スターリング（Henry of Stirling）とも呼ばれる。しかし誕生が両親の諍いとなり、母が祖父に因んで息子にフレデリックと名付けたかったのに対し、ジェームズ6世はヘンリーと名付けたかったことで争い（最終的に複合名ヘンリー・フレデリックで決着）、ヘンリー・フレデリックをスターリング城から出さない父に対し、母が強引に城から出そうと画策したことで夫婦は疎遠になった。一方、父はヘンリー・フレデリックのため統治術の書として『バシリコン・ドーロン』を執筆、1599年に出版された。
当初ロスシー公（スコットランド王太子）が与えられていたが、1603年に父がイングランド国王を兼ねると、重ねてコーンウォール公（イングランド王太子）も与えられ、1610年にはプリンス・オブ・ウェールズの称号が与えられた。1605年にオックスフォード大学のモードリン・カレッジに入学するが、チフスに罹って18歳で死去した。遺体はウェストミンスター寺院に埋葬された。弟のチャールズが王太子になり、父の死後チャールズ1世として即位した。
美男子で明るい性格であったと伝えられ、父や弟と違って次期国王としてイングランドを理解することに努めていた。このため「ヘンリーが王位を継承していたならば、その後の議会との全面衝突、一連の清教徒革命の発生を回避できたのでは」とする意見もある。また父と不仲だったウォルター・ローリーを母共々慕い、ロンドン塔で服役中のローリーに教育を受けたり、1609年にローリーと繋がりがあるギアナ入植に関わるなどローリーの影響が見られた。ローリーの方もヘンリー・フレデリックの教育用に『世界の歴史 A Historie of the World』を書き（ヘンリー・フレデリックの急死で中断）、彼の死後に『イングランド議会の大権』を書いたりしている。